# Red Iberoamericana de Aprendizaje-Servicio
La Red Iberoamericana de Aprendizaje-Servicio (REDIBAS) es un espacio de aprendizaje, articulación, ejecución, sensibilización e investigación de oportunidades de desarrollo y apoyo para el aprendizaje-servicio iberoamericano. Está compuesta por un grupo de organismos gubernamentales, organizaciones de la sociedad civil, universidades y organismos regionales de América Latina, América del Norte, España y Portugal que comparten el interés por promover al aprendizaje-servicio solidario como propuesta pedagógica, de protagonismo ciudadano y social de niños, adolescentes y jóvenes, y como herramienta para la transformación de la realidad. La Secretaría Ejecutiva de la Red es llevada adelante por CLAYSS (Centro Latinoamericano de Aprendizaje y Servicio Solidario) y NYLC (National Youth Leadership Council).

## Historia
REDIBAS fue fundada en Buenos Aires el 29 de octubre de 2005 y se constituyó como un espacio de aprendizaje, de articulación, ejecución, sensibilización e investigación de oportunidades al desarrollo y apoyo para el aprendizaje-servicio panamericano. Desde sus inicios acompaña y promueve la creación de redes nacionales de aprendizaje-servicio en distintos países. Fue pensada como una red de redes nacionales, lo cual va sucediendo poco a poco. Las reuniones se realizan en el marco de las Conferencias anuales de CLAYSS y de NYLC en abril en Estados Unidos y en agosto en Argentina.
El aprendizaje-servicio solidario se identifica con una actividad educativa formal o no formal que plantea la adquisición de conocimientos junto con la puesta en juego de actitudes y valores a través de la realización de un servicio pensado para atender las necesidades sentidas por las comunidades. Es una propuesta que tiene muchos puntos en común con las metodologías activas tales como el aprendizaje experiencial, el aprendizaje basado en proyectos, el aprendizaje basado en problemas, pero que aporta una novedad: vincular estrechamente el servicio comunitario y el aprendizaje en una actividad educativa articulada y coherente.

## Actividades
Entre sus principales actividades, la Red produce investigaciones y  publicaciones entre las que se incluye  la primera revista indexada sobre aprendizaje-servicio en español, RIDAS. Organiza y convoca las Jornadas de Investigadores en Aprendizaje-Servicio (JIAS) que tienen lugar desde 2004. La Red ha generado un centenar de iniciativas propias y de articulación multilateral entre sus miembros, genera intercambios y apoyos mutuos.
Cada año, desde sus inicios, REDIBAS ha apoyado el desarrollo del Seminario Internacional de Aprendizaje-Servicio que se realiza en agosto de cada año en Buenos Aires, Argentina.